# Daniela Behrens

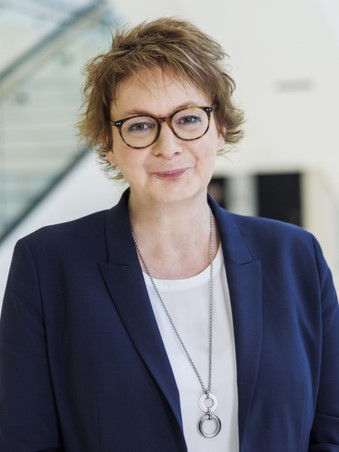
Daniela Behrens, 2022

Daniela Behrens geb. Krause (* 12. Mai 1968 in Bremerhaven) ist eine deutsche Politikerin (SPD). Seit Januar 2023 ist sie  niedersächsische Innenministerin. 
Seit dem Jahr 2023 ist sie wieder Mitglied des Niedersächsischen Landtages, dem sie bereits von 2007 bis 2013 angehörte. In den Jahren 2013 bis 2017 war sie Staatssekretärin des Niedersächsischen Ministeriums für Wirtschaft, Arbeit und Verkehr. Von 2019 bis 2021 war sie Abteilungsleiterin im Bundesministerium für Familie, Senioren, Frauen und Jugend. Von März 2021 bis Januar 2023 war sie Sozialministerin von Niedersachsen.

## Familie, Ausbildung und Beruf
Nach dem Abitur am Wirtschaftsgymnasium in Bremerhaven studierte Behrens Politikwissenschaft an der Universität Bremen. Ihr Studium schloss sie im Jahr 1993 mit dem Diplom ab. Seit 1992 ist sie als Redakteurin und Journalistin tätig. In den Jahren 1995 bis 1998 absolvierte sie an der Freien Universität Berlin ein berufsbegleitendes Weiterbildungsstudium zur Journalistin. Zwischen dem Jahr 2000 bis 2007 war sie Pressesprecherin und Leiterin der Stabsstelle Marketing und Öffentlichkeitsarbeit an der Hochschule Bremerhaven. Von September 2018 bis August 2019 war sie Geschäftsführerin des Informationsdienstes Wissenschaft. Von August 2019 bis März 2021 war sie Leiterin der Abteilung IV (Gleichstellung) im Bundesministerium für Familie, Senioren, Frauen und Jugend.
Behrens ist verheiratet. Bis 2009 hieß sie Krause-Behrens, dann legte sie ihren Geburtsnamen ab.

## Politik
Behrens ist seit dem Jahr 1996 Mitglied der SPD. Behrens war bis zur Auflösung der Gemeinde im Jahr 2011 Ratsfrau in Bokel. Von 2001 bis 2014 gehörte sie zudem dem Kreistag des Landkreises Cuxhaven an.
Im Jahr 2007 rückte sie für Heidrun Merk in den Niedersächsischen Landtag nach. Bei den Landtagswahlen 2008 und 2013 zog sie über den Landeswahlvorschlag der SPD in den Landtag ein; sie fungierte als Sprecherin für Kultur- und Medienpolitik ihrer Fraktion.
Nach der Regierungsübernahme durch das rot-grüne Kabinett Weil I wurde Behrens im Februar 2013 zur Staatssekretärin des Niedersächsischen Ministeriums für Wirtschaft, Arbeit und Verkehr ernannt. Sie schied daraufhin am aus dem Landtag aus; für sie rückte Axel Brammer nach. 
Im Mai 2017 wurde Behrens vorgeworfen, unzulässig auf eine Auftragsvergabe Einfluss genommen zu haben. Ihr Ministerium hatte einer Agentur einen Auftrag im Wert von 180.000 Euro erteilt, nachdem Vertreter des Unternehmens ausführlich mit Behrens gesprochen hatten. Das Ministerium räumte ein: „Es hat Fehler im Vergabeverfahren gegeben, die Vorgespräche haben zu einer Wettbewerbsbeschränkung geführt“. Behrens bat Minister Olaf Lies um ihre Entlassung. Eine Prüfung durch die Staatsanwaltschaft Hannover ergab indes keinen Anfangsverdacht für eine Veruntreuung von Landesgeldern.
Von März 2021 an war Behrens als Nachfolgerin von Carola Reimann, die aus gesundheitlichen Gründen zurückgetreten war, Ministerin für Soziales, Gesundheit und Gleichstellung im Kabinett Weil II, von November 2022 bis Januar 2023 im Kabinett Weil III ergänzt um das Ressort Arbeit. Bei der Landtagswahl 2022 kandidierte Behrens für das Direktmandat im Wahlkreis Geestland, unterlag jedoch gegen Claus Seebeck (CDU). Auch über den zweiten Listenplatz der SPD zog sie nicht in den Landtag ein. Nachdem der Minister für Inneres und Sport, Boris Pistorius, im Januar 2023 dieses Amt niederlegte, um Bundesminister der Verteidigung zu werden, übernahm sie die Leitung des Innenministeriums. Sie folgte ihm auch als Abgeordnete im Landtag nach. Die Leitung des Sozialministeriums übergab sie an Andreas Philippi.